# 姊妹舰

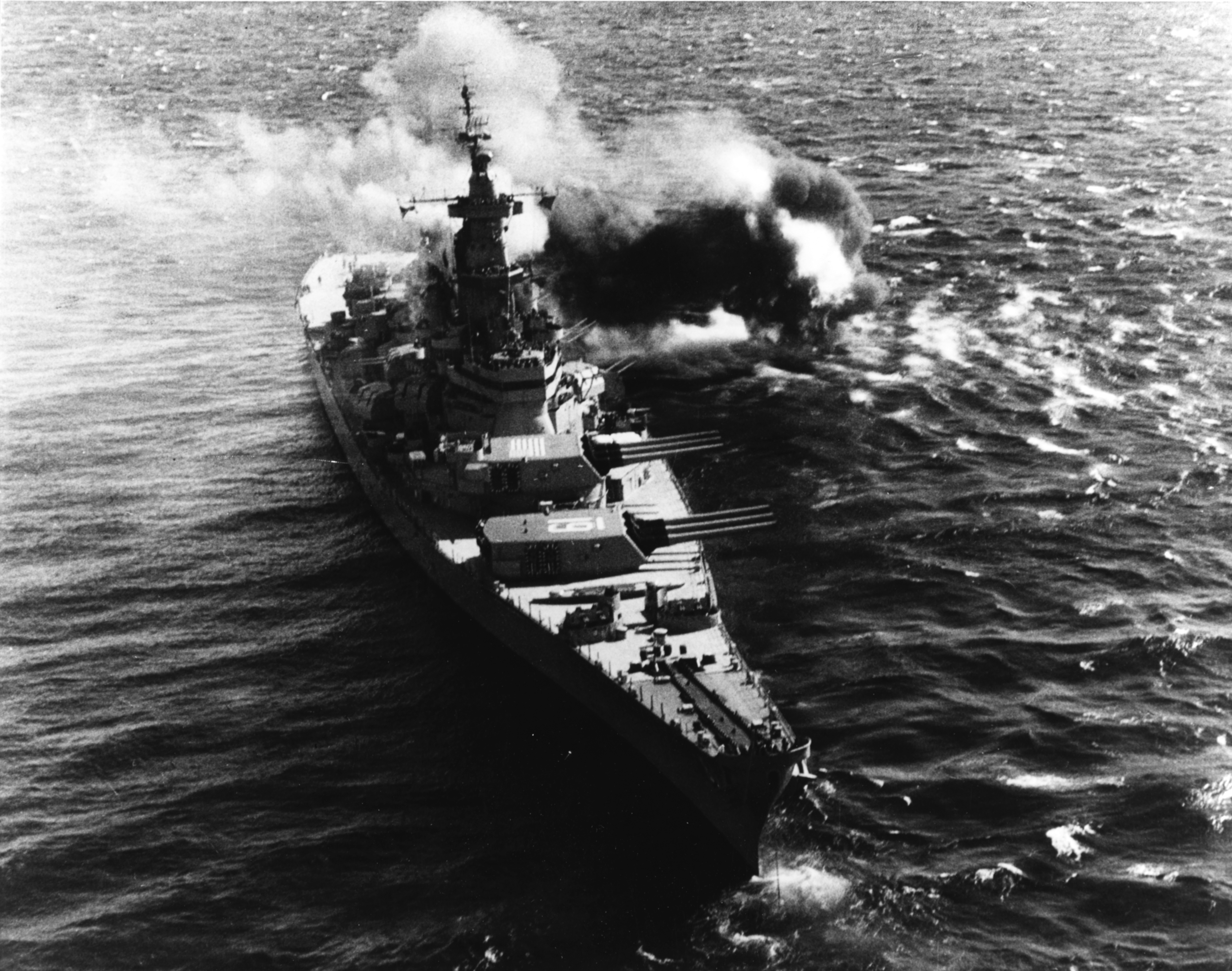
艾奧瓦號戰艦 (BB-61)（图）、新澤西號戰艦 (BB-62)、密蘇里號戰艦 (BB-63)以及威斯康辛號戰艦 (BB-64)皆是艾奥瓦级战列舰。

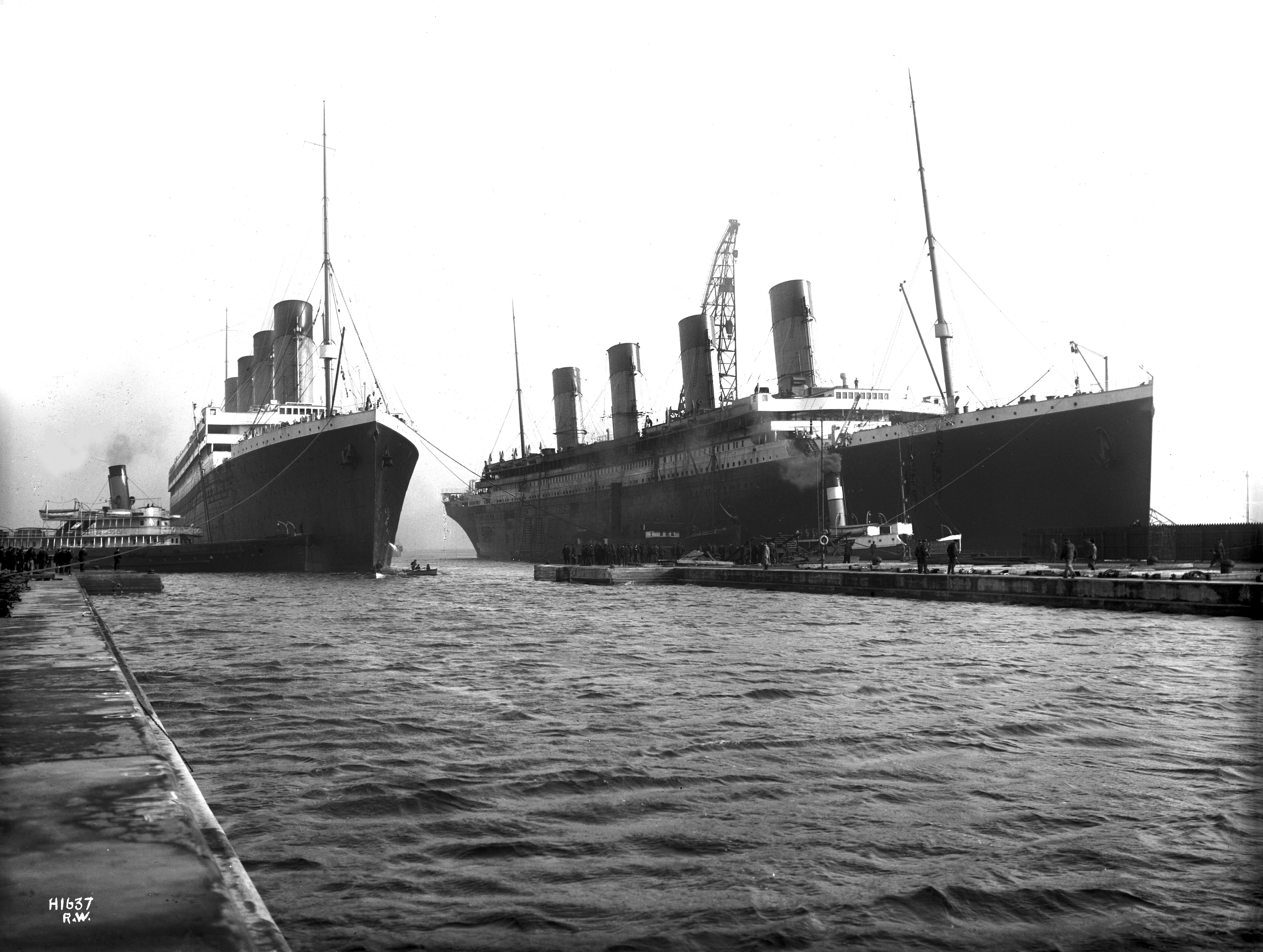
在贝尔法斯特的姊妹舰奥林匹克号和泰坦尼克号，照片拍摄于1912年3月6日。

姊妹舰（又叫姊妹船）是一艘与另一船隻有着一樣船级，或者有着几乎相同的设计的船。这些船隻有着一个近乎相同的船体及上层建筑布局、相似的排水量及大致相当的功能及设备。姐妹船之間一般采用相近的命名方式，例如一同采用人名，地名，或意思相近的字詞，而通常一個新船級的第一艘船會直接使用該船級的名字。通常情况下，这些船隻会因他们服役期間不同時間的装备更新（如军舰的武器）而逐漸变得更加有区别。

## 例子

### 军用例子
大部分军舰会基于同一套设计蓝图批量生产一批战舰，这些战舰视为同一个船级而互成姊妹舰。例如，美国的艾奥瓦級战列舰包含四艘戰艦，分別為艾奧瓦號戰艦 (BB-61)、新澤西號戰艦 (BB-62)、密蘇里號戰艦 (BB-63)以及威斯康辛號戰艦 (BB-64)，四個艦名均取自美國州份。
姊妹舰大多是在同一国家建造的，但可能由于服役不同从而分开，如現於中國服役的辽宁号航空母舰曾经的姊妹舰库兹涅佐夫号航空母舰，现仍在俄罗斯服役。
半姊妹是指虽为同一类，但有显着差异的船舶。例如第一次世界大战时英国的勇敢级战列巡洋舰，其中前两艘有四门15英寸火炮，但最后一艘船暴怒号由2门18英寸火炮来代替。另一个例子是美国在二战时的艾塞克斯級航空母舰有着“长船体”和“短船体”两个版本。

### 民用例子
最出名的民用姊妹舰是属于白星航運公司的三艘奥林匹克级大型遠洋郵輪：奥林匹克号、泰坦尼克号以及不列颠号，三個船名（Olympic, Titanic, Britanic）均有“偉大”、“巨大”之意。其他姊妹舰包括皇家加勒比国际的海洋探索者号与海洋冒险者号。

## 标准
普遍认可的能成为商业姊妹舰的标准是：
- 类型：主要类型相同（如散装、罐装、滚装船等）
- 载重吨级：+/-10%（假设某个船只是10万载重吨级，然后其他的船要属于90,000至110,000载重吨级）
- 建造者：相同的造船企业名称（不是船只建成的国家或者地区）

最关键的首要标准是船体设计要相同。例如由日本常石造船（常石造船株式会社）制定的TESS-57标准，日本、中国和菲律宾皆以此为设计标准制造出船只。以这种设计所建造的的所有船只都被归类为“姊妹舰”。